# 아이폰 12 프로
아이폰 12 프로(iPhone 12 Pro)와 아이폰 12 프로 맥스(iPhone 12 Pro Max)는 애플이 설계, 개발, 마케팅한 스마트폰들이다. 14세대의 플래그십 아이폰으로, 아이폰 11 프로, 아이폰 11 프로 맥스의 뒤를 잇는다.
2020년 10월 13일, 애플 스페셜 이벤트에서 아이폰 12 미니, 아이폰 12와 함께 캘리포니아 쿠퍼티노의 애플 파크에서 공개되었다. 코로나19 팬데믹에 대비하여 이벤트는 모두 온라인으로 행해졌다. 아이폰 12 프로의 사전 예약은 2020년 10월 16일에 시작하였고 배송은 2020년 10월 23일 시작하였으며 아이폰 12 프로 맥스의 사전 예약은 2020년 11월 6일에 시작하였고 배송은 2020년 11월 13일에 시작하였다.
아이폰 12 프로의 시작 가격은 $999이며, 아이폰 12 프로 맥스의 시작 가격은 $1,099이다. 아이폰 12와 아이폰 12 미니와 달리 통신사에 따라 제품의 가격에 차이가 있다. AT&T와 버라이즌 제품은 T모바일과 레거시 스프린트, 자급제 모델보다 $30 저렴하다.

## 디자인
아이폰 12 와 아이폰 12 미니와 같이 아이폰 12 프로와 아이폰 12 프로 맥스는 아이폰 4에서 아이폰 5S 및 아이폰 SE(1세대)까지 이어졌던 과거의 디자인 요소를 계승했다. 평평한 옆면을 채택했으나 디스플레이와 아이폰8부터 사용되었던 후면 유리의 곡선은 유지했다. 아이폰 X이후 아이폰 시리즈에 나타난 가장 큰 디자인 변화 중 하나이며 크기와 두께를 줄였다는 점에서 2018년의 아이패드 프로 라인업에 준 대규모 변화와 유사하다. 새로운 아이폰 12 프로 라인업은 애플과 코닝이 합작하여 제작한 세라믹 쉴드를 전면과 후면에 탑재하였다.
아이폰 12 프로는 실버, 그래파이트, 골드, 퍼시픽 블루로 총4가지 색상이 있다. 기존의 스페이스 그레이와 미드나잇 그린 색상은 대체되었다.
| 색상 | 명칭        |
| ---- | ----------- |
|      | 실버        |
|      | 그래파이트  |
|      | 골드        |
|      | 퍼시픽 블루 |

## 성능

### 하드웨어
아이폰 12 프로 라인업은 애플의 A14 바이오닉 프로세서 및 차세대 뉴럴 엔진을 사용한다. 소비자에게는 128GB, 256 GB, 512 GB의 총 3가지 저장용량 선택권이 주어지며 기존 아이폰 11 프로 대비 향상된 6GB의 램을 제공한다. 아이폰 12 프로는 IP68 등급의 방수, 방진을 지원하여 6미터 수심에서 30분간 견뎌낼 수 있다. 하지만 애플은 액체 유입으로 인한 장비 손상에 대해 책임지지 않는다.
아이폰 12는 이어팟과 충전 어댑터를 패키징에 포함하지 않은 첫 아이폰 시리즈이다, 이것의 주요 목적은 탄소 배출량의 감소이다. 또한 대부분의 소비자가 이 물품들을 소지하고 있다는 사실에 기반했다. 대신, 애플은 USB-C to 라이트닝 케이블을 패키징에 포함했다. 아이폰 12는 Qi 무선 충전과 라이트닝 케이블 유선 충전도 지원하지만 새롭게 추가된 MagSafe 무선 충전도 사용 가능하다. MagSafe는 15와트의 고속 무선 충전을 지원한다. MagSafe 충전 장비는 별도로 구매 가능하다.
스마트 데이터 모드가 탑재되어 필요한 경우에만 5G를 가동한다.

#### 디스플레이
아이폰 12 프로는 6.1인치 디스플레이를 탑재했으며, 아이폰 12 프로 맥스는 6.7인치 디스플레이를 탑재했다. Super Retina XDR OLED 기술이 적용되었으며 아이폰 12 프로는 2532×1170 해상도 및 460 픽셀 밀도를, 아이폰 12 프로 맥스는 2778×1284 해상도 및 458 픽셀 밀도를 적용했다. 또한 아이폰 12는 코닝과 함께 개발한 세라믹 실드를 전, 후면 유리로 탑재하였으며 애플이 주장하는 바에 따르면 '기존 대비 4배의 드롭 퍼포먼스를 가지고 있으며' '그 어떤 스마트폰보다 강한 유리'이다.

#### 카메라
아이폰 12 프로 라인업은 전면 카메라 1개, 후면 카메라 3개(일반, 광각, 초광각)을 탑재했다. 또한 아이폰 12 프로 라인업은 AR 스캔을 위한 LiDAR 센서를 제공한다. 인공지능 이미지 인식 기능을 보유하고 있다. 4개의 카메라 모두 Night Mode를 지원하며 동영상과 사진 모두 저조도 촬영이 사용 가능하다. Night Mode 영상 촬영은 4K 해상도에서 60프레임 영상을 촬영할 수 있도록 한다.

### 소프트웨어
아이폰 12 프로 라인업은 iOS 14를 제공한다. 현재는 iOS 18까지 업데이트되었다.

## 같이 보기
- 아이폰 12
- 애플의 제품 목록